# 생식

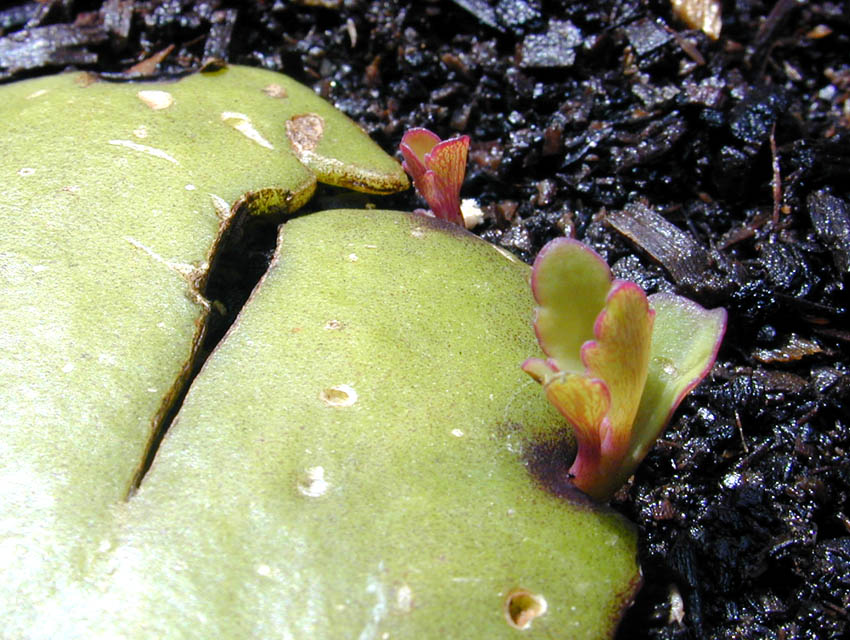
기적의 잎 식물(칼란코에 피나타)의 잎 가장자리를 따라 새로운 개체의 생산. 앞에 있는 작은 식물은 높이가 약 1cm이다. "개인"의 개념은 분명히 이러한 무성 생식 과정에 의해 확장된다.

생식(生殖)은 생물이 다음 세대를 만드는 방식을 일컫는다. 일반적으로 다음 세대의 형성 목적이 개체수 증가에 있는 만큼, 개체수를 증가하는 방법 일체를 생식이라고 표현하기도 한다. 
생식은 생명의 기본 요소로, 생명체의 가장 큰 특징 중 하나이다. 생식 방식에 따라, 무성생식과 유성생식, 무수정생식(apomixis) 등으로 나뉜다.

## 무성생식
무성생식은 다른 개체의 유전 물질의 개입 없이(생식기관이나 생식세포의 형성 없이) 일어난다. 생식을 전담하는 장기나 세포의 형성 없이 개체수 증가가 일어나는 것이다. 
무성생식(또는 영양 생식)은 핵의 체세포 분열에 바탕을 두고 있다. 이를 통해서 부모와 똑같은 유전자를 가진 자식(예를 들면, 클론)을 생산한다. 만약 자손에 어떤 변이가 있다면 이는 유전 물질의 변이인 돌연변이에 기인한 것이다. 
무성생식은 새로운 개체를 만드는 단순하고, 빠르고, 에너지가 거의 들지 않는 효과적인 수단으로 자연계에서 흔히 볼 수 있다. 산호, 해면, 식물, 곤충은 무성생식이 많지만, 물고기와 파충류에선 드물고, 포유류에는 전혀 없다.
무성생식의 종류에는 다음과 같은 것이 있다.
- 세포 분열 : 박테리아와 같은 미생물은 세포 분열을 통해 생식한다.
- 숙주 세포 이용 : 바이러스는 숙주 세포에 자기 RNA나 DNA를 침투시켜 숙주 세포의 세포소기관에서 바이러스를 생산하는 방식으로 생식한다.
- 출아 : 히드라나 효모 같은 단세포 생물은 본체에서 일부가 떨어져 나와 성장하는 출아(出芽)를 통해 생식한다.

## 유성생식

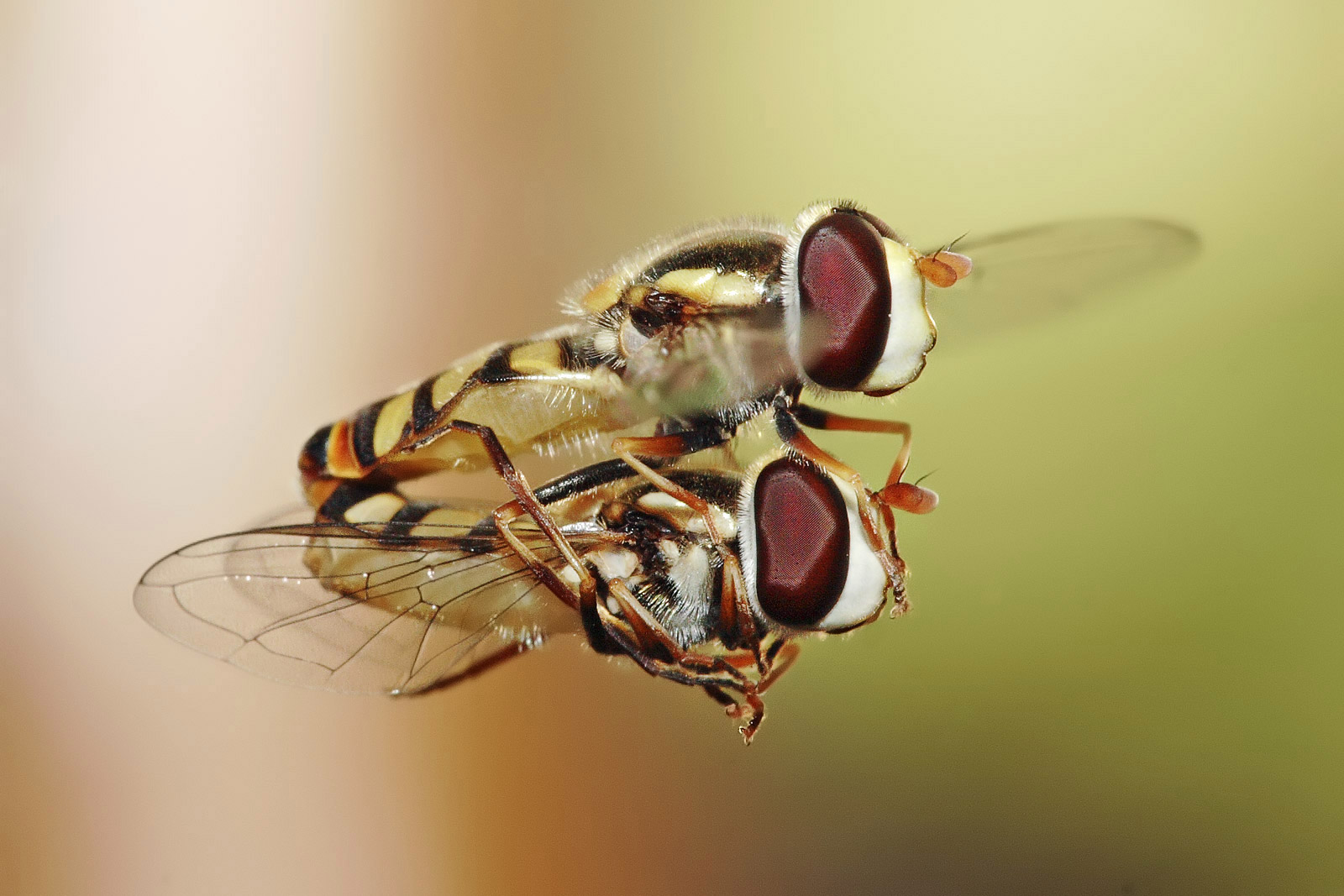
꽃등에의 교미

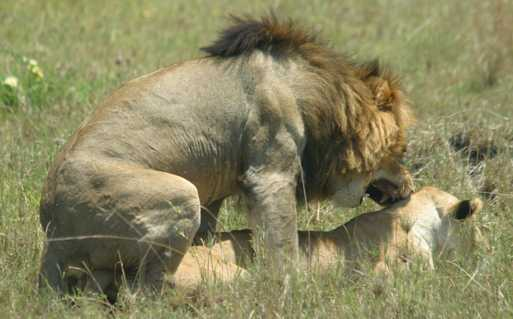
교미하고 있는 사자, 케냐 마싸이 마라

유성 생식은 생식 세포(배우체)를 형성하고, 암수 두 배우체가 접합자(수정란이라고도 한다)를 통해 자녀 세대를 만드는 생식 양식이다. 무성생식과 달리 감수분열을 포함하기에, 유성생식을 하는 개체에선 반드시 세대교번이 나타난다. 그 모습은 생명체에 따라 크게 다를 수 있다. 
일반적으로 두 배우체는 서로 다른 개체(부와 모)로부터 나온다. 그러나 식물의 경우 동일 개체가 두 배우체를 동시에 생산하기도 한다. 유성 생식은 무성 생식에 비해서 시간이 많이 걸리고, 에너지를 많이 써야 한다. 그러나 유성생식은 부모의 유전자 조합을 통해 다양한 개성과 유전적 특성을 지닌 자손을 낳는다. 자손들에 나타나는 이러한 유전적 변이는 생명체가 특정 환경에서 생존과 생식에 더 잘 적응할 수 있음을 의미한다.
유성 생식은 체내 수정과 체외 수정으로 나뉜다. 체내 수정은 포유류를 비롯한 생물종들에서 나타나고, 체외 수정은 연어 암컷이 물속에 알(난자)을 낳으면 수컷이 그 위에 정자를 뿌려 난자를 수정시키는 방식이다.
유성생식의 과정인 세대교번은 생물에 따라 극히 다양하게 나타난다. 인간과 마찬가지로 생식세포(정자와 난자)로는 수명 대비 극히 짧은 시간만 존재하고, 생애 대부분을 2n 형태로 지내는 생물이 있는가 하면, 선태식물(이끼류)의 경우처럼 접합자(2n)인 상태로는 잠시 존재하고 육안으로 관찰 가능한 개체는 배우체(n) 인 경우도 있다. 또 뱀밥처럼 접합자와 배우체가 제각기 형태를 가진 개체를 만들기도 하고 진딧물이나 물벼룩처럼 배우체와 접합자가 똑같은 개체 형태를 가지는 경우도 있다.
일반적으로 유전 물질의 교환은 교미에 의해 일어나며 보통 암과 수가 구분된다. 동물의 많은 종이 암수가 서로 다른 개체이나, 달팽이, 지렁이처럼 암수가 한 몸인 경우도 있다. 흰동가리 같은 일부 어류는 수컷으로 살다가 생의 어느 시점부터 암컷으로 변해서 생식 능력을 갖추기도 한다.

## 아포믹시스
아포믹시스는 아포믹시스(apomixis)는 혼합(mix)이 일어나지 않았다는 뜻으로, 생식 세포를 만들지만, 접합자를 만들지 않는 생식이다.
- 처녀생식: 난세포가 전기 자극 등으로 인해 정자 수정 없이 세포 분열을 시작해 개체로 발생하는 경우를 말한다. 정자가 난자에 도달은 했지만 수정이 이루어지지 않은 경우, 정자의 자극에 의해 난세포가 혼자 발생을 시작하기도 한다. 동물의 경우 이런 식의 발생은 대부분 개체 수준까지 완성에 이르지 못하고 배발생 단계에서 사망한다. 식물의 경우 개체로까지 성장하는 경우가 있다[4] 종간잡종(사자와 호랑이의 잡종인 라이거 등)이나 속간잡종(메추리와 닭의 잡종인 메닭) 과정에서 발생하기도 한다. 이런 일은 동물보다 식물에서 훨씬 흔하게 일어난다.

- 웅성 단위 생식: 정세포 혼자 발생을 시작해 배발생을 완결하는 형태로 달맞이꽃 등에서 볼 수 있다.

## 생식 기관
유성생식을 하는 생물에는 생식 기관이 있다. 고등식물의 경우 꽃이 대표적이다. 동물은 종에 따라 생식 기관도 다양하다. 생식 기관에서 감수분열이라는 특별한 세포 분열을 통해 개체 유전자의 절반을 지닌 생식 세포를 만든다. 동물의 생식 세포를 난자, 정자라 하며 식물은 꽃가루, 밑씨, 포자 등으로 불린다.

## 수정
수정은 암수 각각의 유전자가 만나 하나의 수정체를 만드는 과정이다. 식물의 경우 수분이라 한다. 
- 동물의 수정 : 동물의 수정은 난소에서 만들어진 난자와 정소에서 만들어진 정자의 결합으로 이루어진다. 수정 방식에 따라 체외 수정과 체내 수정으로 나뉘고, 체내 수정은 다시 알을 낳는 난생, 태아를 낳는 태생 등으로 구분된다.
- 식물의 수분 : 포자를 통해 생식하는 종류와 수분에 의해 생식하는 종류가 있다. 종자식물은 모두 수분을 통한 생식한다.

## 양육
많은 종류의 동물은 갓태어난 상태에서는 스스로 생존할 능력이 거의 없기 때문에 양육이 필요하다. 양육의 예로는 다음과 같은 것이 있다.
- 꿀벌은 벌집에서 애벌레를 키운다.
- 새들은 알에서 부화한 새끼가 스스로 생존할 수 있을 때까지 보살핀다. 뻐꾸기처럼 다른 새의 둥지에 알을 낳는 경우도 있다.
- 포유류 새끼는 태어나 얼마 동안 젖을 먹고 자라며 자랄 때까지 어미의 보살핌을 받는다.

## 행동
난자와 정자가 능률적으로 수정되려면 체내 수정뿐만 아니라 체외 수정의 경우에도 암수 개체가 어떤 특별한 행동을 취할 필요가 있다. 생식을 위해 행해지는 이런 특별한 행동을 생식 행동이라 한다. 
생식 행동은 동물 종에 따라 다양하다. 그러나 어떤 행동이든 종족 유지를 위해 발달한 것이라고 할 수 있다. 가령, 생식을 하려면, 특히 유성 생식을 하는 동물에선 암수가 만나야 하며, 동종을 구별하고 성숙 여부를 판단하며, 배란과 산란, 정자 방출 등을 위해 여러 행동을 해야 한다. 
많은 동물은 생식을 위하여 어느 일정한 시기에 성숙한 암수가 한 장소로 모인다. 철새의 이동이나 어류의 회유 등은 어떤 의미에서는 생식을 위한 이동이라고 말할 수 있다. 무척추동물인 곤충류와 갑각류에서도 생식을 위한 이동을 볼 수 있고, 환형동물인 팔로라 역시 생식 유영을 한다. 태평양팔로라는 10월과 11월의 중순경으로부터 8일째와 9일째의 해돋이 몇 시간 전에, 생식소가 충만해 있는 몸뚱이 후반부가 잘려서 바다 표면을 유영하면서 알과 정자를 방출한다.  
교미는 편형동물, 선형동물, 많은 절지동물, 연체동물의 두족류, 연골어류, 경골어류의 일부, 양서류 이상의 척추동물에서 볼 수 있다. 교미에 앞서 동종을 구별하거나 이성을 찾기 위해 페로몬 같은 화학 물질을 분비하는 일은 척추 동물에서도 볼 수 있으나, 절지동물 중 특히 곤충류에서 자주 나타난다. 소리 내어 이성을 유인하거나 인식하는 일은 곤충의 울음소리, 새의 지저귐, 개구리의 합창 등에서 볼 수 있다. 
시각이 발달한 동물에서는 과시라고 하는 특징적 몸짓과 춤이 교미를 위해 이용된다. 과시 행동은 게, 곤충, 거미 등 절지동물과 조류에서 많이 볼 수 있다.

## 인간의 생식
인간의 생식은 성행위, 임신, 출산, 양육과 같은 여러 단계의 과정을 거치며 생물학, 생리학적인 요인 뿐 아니라 문화, 법, 도덕, 종교 등 여러 가지 사회 요인에 영향을 받는다.

## 같이 보기
- 유성생식
- 무성생식
- 세대교번
- 세포분열
- 생식기관
- 수정
- 양육
- 생식 세포
- 생장